# Symmachia arion
Symmachia arion is een vlindersoort uit de familie van de prachtvlinders (Riodinidae), onderfamilie Riodininae.
Symmachia arion werd in 1865 beschreven door C. & R. Felder.